# 伊賀陽太郎

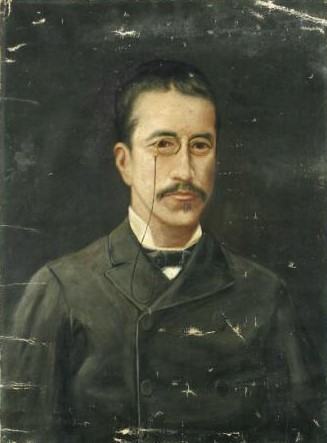
伊賀陽太郎

伊賀 陽太郎（いが ようたろう、1851年4月20日（嘉永4年3月19日） - 1897年（明治30年）5月3日）は、幕末の土佐藩家老、宿毛領主で伊賀家当主（第12代・氏成）。諱は氏成。元の姓は山内で、明治維新後に父と共に改姓した。

## 履歴
11代宿毛領主山内主馬氏理の嫡子に生まれた。山内容堂の甥にあたる。1868年（明治元年）、竹内綱の補佐役に、林有造や石原少馬を近習に従え京都に遊学したが、岩村通俊に説かれ、戊辰戦争に参加、一箇中隊を率いて北陸に出兵した。
明治維新後、福澤諭吉を慕って慶應義塾へ入塾し（『慶應義塾入社帳第一巻』316頁）、推薦を受け1877年（明治10年）に英国留学する。帰国後、農商務省を経て高等商業学校教諭になったが、病気のため退職した。
宿毛に帰郷し、1897年（明治30年）5月3日没、47歳。養子となった氏広が、その功により1900年（明治33年）に華族に列し男爵を叙爵した。

## 親族
- 養子 伊賀氏広（山内容堂の弟豊盈の子）

## 参考資料
- 『高知県人名事典』高知市民図書館、1970年。
- 『慶應義塾入社帳 第1巻』福澤諭吉研究センター(編)、慶應義塾、1986年、316頁。NDLJP:12244872/172
- 霞会館華族家系大成編輯委員会編『平成新修旧華族家系大成』上巻、社団法人霞会館、1996年。